# Khairóneiai Szextosz
Khairóneiai Szextosz (2. század közepe) görög filozófus. Plutarkhosz unokaöccse, és Philosztratosz beszámolója szerint Marcus Aurelius megbízásából Antoninus Pius, a későbbi római császár egyik tanítója volt. Mindössze egyetlen rövid munka maradt fenn a neve alatt, ez alapján a sztoikus filozófia követője lehetett. A Szuda-lexikon a „három Sextus” között említi Sextos néven, de valószínűleg keveredés van Szextosz Empeirikosz és Khairóneiai Szextosz műveiben.